# Psaume 119 (118)

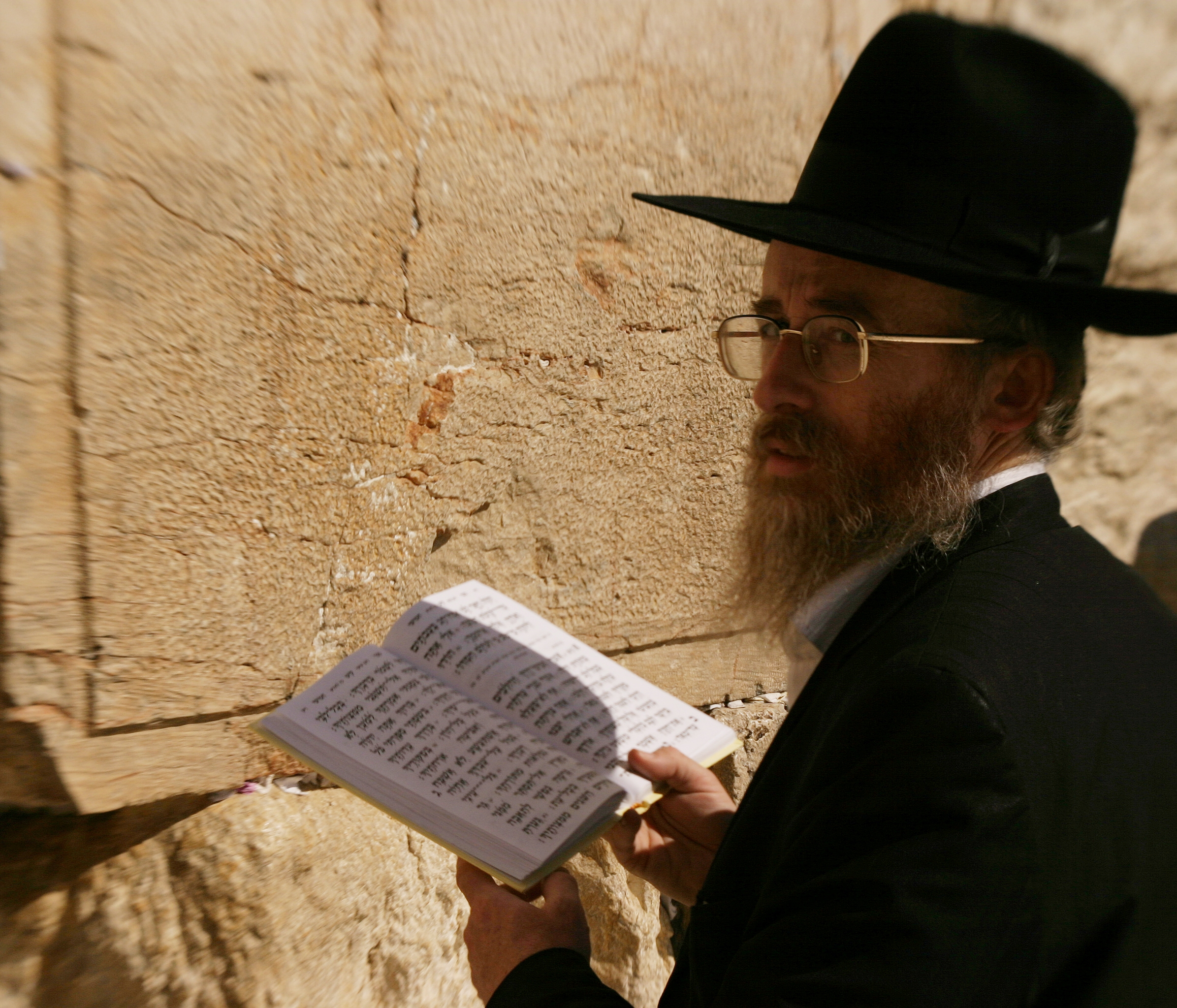
Un juif orthodoxe priant le psaume 119 devant le mur des Lamentations.

Le psaume 119 (118 dans la numérotation de la Septante) est le plus long des psaumes ainsi que le plus long chapitre de la Bible. Il est désigné en latin par ses premiers mots, Beati immaculati in via. Son thème dominant est le respect de la Loi.

## Texte
Le psaume 119 comporte 176 versets regroupés par strophes de huit. Voici le premier huitain en hébreu, en français et en latin :
| verset | original hébreu                     | traduction française de Louis Segond                                                    | Vulgate latine                                                                |
| ------ | ----------------------------------- | --------------------------------------------------------------------------------------- | ----------------------------------------------------------------------------- |
| 1      | אַשְׁרֵי תְמִימֵי-דָרֶךְ-- הַהֹלְכִים, בְּתוֹרַת יְהוָה | Heureux ceux qui sont intègres dans leur voie, qui marchent selon la loi de l’Éternel ! | Beati inmaculati in via qui ambulant in lege Domini                           |
| 2      | אַשְׁרֵי, נֹצְרֵי עֵדֹתָיו; בְּכָל-לֵב יִדְרְשׁוּהוּ    | Heureux ceux qui gardent ses préceptes, qui le cherchent de tout leur cœur,             | Beati qui scrutantur testimonia eius in toto corde exquirent eum              |
| 3      | אַף, לֹא-פָעֲלוּ עַוְלָה; בִּדְרָכָיו הָלָכוּ       | Qui ne commettent point d’iniquité, et qui marchent dans ses voies !                    | Non enim qui operantur iniquitatem in viis eius ambulaverunt                  |
| 4      | אַתָּה, צִוִּיתָה פִקֻּדֶיךָ-- לִשְׁמֹר מְאֹד         | Tu as prescrit tes ordonnances, pour qu’on les observe avec soin.                       | Tu mandasti mandata tua custodire nimis                                       |
| 5      | אַחֲלַי, יִכֹּנוּ דְרָכָי-- לִשְׁמֹר חֻקֶּיךָ         | Puissent mes actions être bien réglées, afin que je garde tes statuts !                 | Utinam dirigantur viae meae ad custodiendas iustificationes tuas              |
| 6      | אָז לֹא-אֵבוֹשׁ-- בְּהַבִּיטִי, אֶל-כָּל-מִצְו‍ֹתֶיךָ   | Alors je ne rougirai point, à la vue de tous tes commandements.                         | Tunc non confundar cum perspexero in omnibus mandatis tuis                    |
| 7      | אוֹדְךָ, בְּיֹשֶׁר לֵבָב-- בְּלָמְדִי, מִשְׁפְּטֵי צִדְקֶךָ  | Je te louerai dans la droiture de mon cœur, en apprenant les lois de ta justice.        | Confitebor tibi in directione cordis in eo quod didici iudicia iustitiae tuae |
| 8      | אֶת-חֻקֶּיךָ אֶשְׁמֹר; אַל-תַּעַזְבֵנִי עַד-מְאֹד      | Je veux garder tes statuts : ne m’abandonne pas entièrement !                           | Iustificationes tuas custodiam non me derelinquas usquequaque                 |

## Structure
Le psaume 119 fait partie des quelques poèmes acrostiches que l'on trouve dans la Bible. Ses 176 versets sont divisés en 22 strophes, une pour chacun des 22 caractères que compte l'alphabet hébreu. Dans le texte hébreu, chacun des huit versets de chaque strophe commence par la même lettre hébraïque. Cette caractéristique n'a pas été maintenue dans le texte grec de la Septante puis dans le texte latin, si ce n'est que de nombreux manuscrits ont placé en tête de chaque strophe le nom de la lettre hébraïque correspondante (par exemple aleph pour la première strophe, tav pour la dernière).
En raison de cette structure, le psaume 118/119 était une des principales occurrences de l'alphabet hébreu dans les textes de l’Occident médiéval et moderne.

## Interprétations

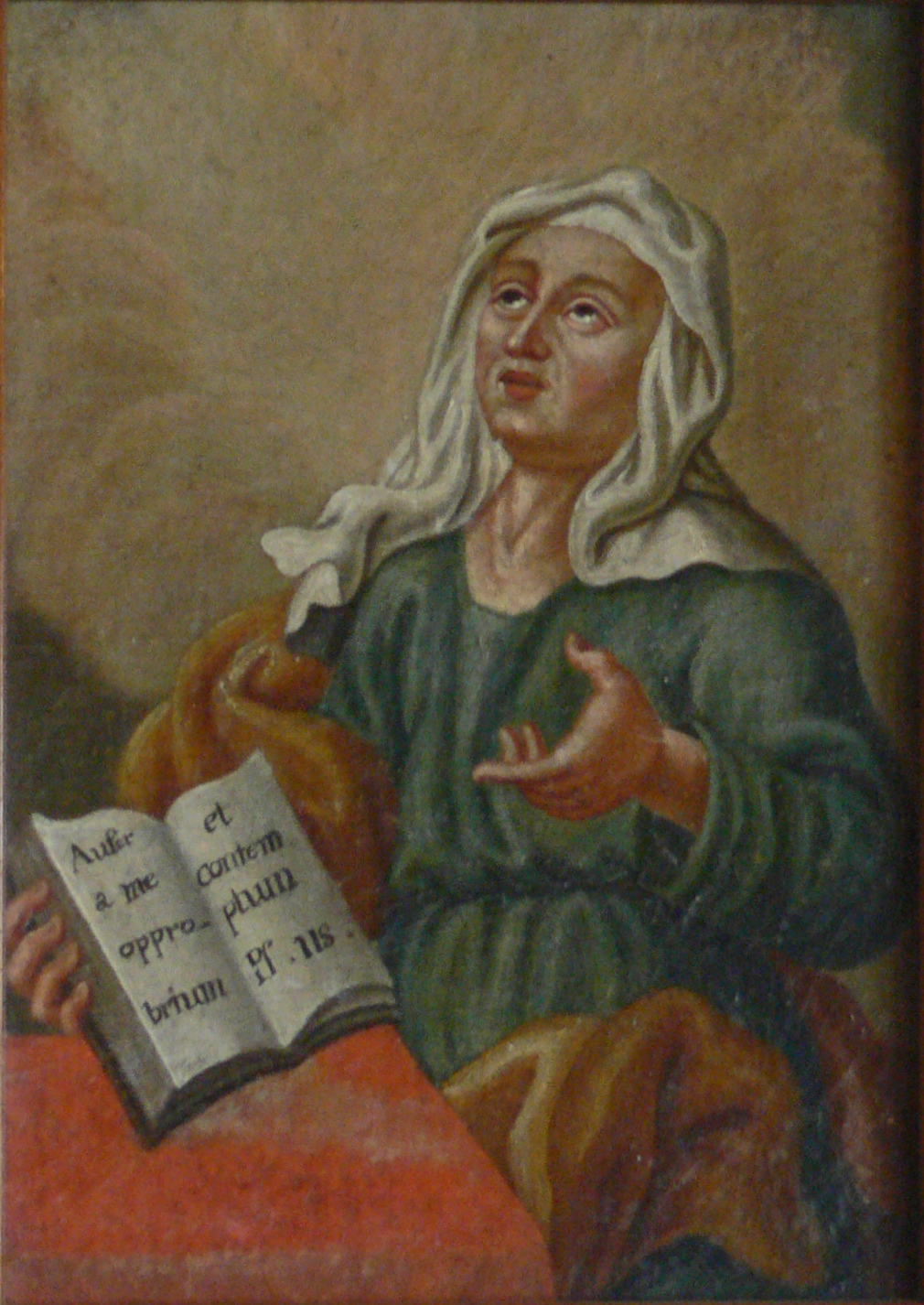
Tableau de Hammerhof décrivant une femme priant en s'aidant du psaume 119, XXII : aufer a me obprobrium et contemptum quia testimonia tua exquisivi.

Le caractère acrostiche du psaume 119 a donné lieu à diverses interprétations. Certains Pères chrétiens, parmi lesquels Ambroise de Milan, ont considéré que les lettres hébraïques étaient comme une sorte de titre et que leur signification symbolique juive indiquerait le thème général de la strophe. Eusèbe de Césarée associait également les lettres hébraïques à leur sens symbolique et, suivant en cela une tradition juive, les rassemblait en de petites sentences didactiques. Jérôme de Stridon reprend à son compte cette interprétation.
Origène a exploité la notion d'alphabet en la croisant avec le thème du respect de la Loi, thème central dans le psaume 119 : selon lui, de la même manière que l'alphabet est le commencement de l'apprentissage humain, le respect de la Loi est le point de départ de tout enseignement religieux. Origène rapproche en outre le nombre des lettres hébraïques du nombre des livres canoniques de l’Ancien Testament : les 22 lettres sont une introduction au savoir comme les 22 livres inspirés sont une introduction à la connaissance de Dieu. Une tradition de l'Église orthodoxe dit que c'est à l'aide de ce psaume que le roi David enseigna l'alphabet à son fils Salomon.
Hilaire de Poitiers fut probablement le premier auteur latin à avoir donné un commentaire exhaustif du psaume 119 (avant que ne s'y intéressent Ambroise de Milan et Augustin d'Hippone). Il reprend en partie les interprétations d’Origène, notamment sur les lettres de l'alphabet comme symbole des étapes qui mènent progressivement à la connaissance de Dieu. Hilaire commente le nombre de strophes mais aussi le nombre de versets de chaque strophe : pour lui, le chiffre huit est signe de sacralité et de perfection, notamment parce que c'est au huitième jour que le nouveau-né reçoit le signe de la circoncision.
La présence de la notion de voie dans le premier verset du psaume (Beati immaculati in via qui ambulant in lege Domini) était propre à soulever l'intérêt des commentateurs chrétiens. Ceux-ci faisaient en effet le rapprochement avec l'Évangile de Jean et considéraient la voie comme une allusion prophétique au Christ,

## Psaume 119 (118) et règle de saint Benoît
Ce psaume possède une influence considérable dans l'histoire des monastères occidentaux. Afin d'établir une meilleure règle, saint Benoît de Nursie s'inspira en effet de ce psaume 118 selon lui, au VIe siècle. Depuis sa règle de saint Benoît, la liturgie des Heures se constitue traditionnellement de sept offices par jour, car « Je vous ai loué sept fois le jour » (chapitre XVI, Bible Segond 1910/Livre des Psaumes 119,164). Aussi ses offices se composaient-ils de vigiles, prime, tierce, sexte, none, vêpres et complies (chapitre XVI). Par ailleurs, c'était lui qui trouva une raison théologique pour laquelle le premier office de jour doit se commencer au milieu de la nuit, quoique pendant les premiers siècles déjà, les chrétiens n'aient célébré leur seul office que dès le soir du samedi jusqu'au matin du dimanche, en remplaçant le chabbat, vraisemblablement en raison de la sécurité. Saint Benoît justifia cette tradition avec le verset « Je me lèverai au milieu de la nuit pour vous louer » (chapitre XVI, Ps 119,62). C'est pourquoi l'office de matines est célébré toujours avant l'aube. En outre, un certain nombre d'abbayes conservent encore l'ancienne tradition, avec l'office de vigiles au milieu de la nuit, d'après ce psaume. Il est probable que l'auteur étudiait intensivement ce long psaume, car d'autres versets sont effectivement cités. Ainsi, dans un chapitre important VII De l'humilité, il soulignait : « Je me suis incliné et humilié constamment » (Ps 119,107). Le verset « Soutenez-moi selon votre parole, et je vivrai ; ne permettez pas que je sois confondu dans mon espérance » doit être répété jusqu'à trois fois par l'abbé et toute la communauté lorsqu'ils reçoivent les frères, suivi du Gloria Patri (chapitre LVIII, Ps 119,116).
Actuellement, la liturgie des heures réformée ne respecte pas ce schéma ancien, car l'heure de prime a été supprimée ; par ailleurs, l'office des matines (appelé également office des vigiles) a été transformé en office des lectures, qui peut être lu n'importe quand dans la journée ; ainsi il y a toujours 7 offices dans la journée, mais plus aucun office de nuit.

## Usages liturgiques

### Dans le judaïsme
De nombreux versets du psaume 119 sont récités au cours de la liturgie. Les versets 66, 108, 122, 160 et 162 sont récités avant de souffler dans le shofar, à Rosh Hashanah. Les versets 72 et 99 se trouvent dans le Pirke avot. Les versets 89 à 91 sont récités lors des bénédictions, avant le Shema du second jour de Rosh Hashanah. Le verset 142 fait partie de la Uva Letzion et de la Tzidkatcha, et le verset 165, du Talmud de Berachos. Les versets 166, 162 et 165 sont récités dans cet ordre pour Mohel et Brit Milah. Enfin des morceaux des versets 153 et 154 forment les bénédictions des jours de semaine de la Amidah.
Par ailleurs, en période de deuil, selon une coutume sépharade, on lit les versets dont les lettres en début de chaque phrase peuvent former l'acrostiche du prénom hébraïque du défunt.

### Dans le christianisme

#### Chez les catholiques
Ce psaume fut choisi par saint Benoît de Nursie, pour les offices du dimanche d'après sa règle de saint Benoît établie vers 530. Selon le regroupement de l'époque, les quatre premières divisions étaient exécutées lors de prime. Les trois sections suivantes étaient respectivement attribuées aux tierce, sexte et none. Le lendemain, à savoir le lundi, les neuf divisions restantes étaient divisées trois par trois, aux tierce, sexte et none.
Actuellement, tous les vingt-deux huitains du psaume 119 sont chantés ou récités dans la liturgie des Heures. Les huitains I, II, III, IV et V sont placés respectivement à l’office du milieu du jour du mardi, du mercredi, du jeudi, du vendredi et du samedi de la première semaine. Les huitains VI, VII, VIII, IX, X et XI sont placés à l’office du milieu du jour de la deuxième semaine, respectivement le lundi, le mardi, le mercredi, le jeudi, le vendredi et le samedi. Les huitains XII, XIII, XIV, XV, XVI  sont placés à l’office du milieu du jour de la troisième semaine, respectivement le lundi, le mardi, le mercredi, le jeudi et le samedi. Les huitains XVII, XVIII, XIX, XX, XXI et XXII sont placés à l’office du milieu du jour de la quatrième semaine, respectivement le lundi, le mardi, le mercredi, le jeudi, le vendredi et le samedi. Le huitain XIV est aussi chanté ou récité aux vêpres du samedi de la deuxième semaine, et le XIX aux laudes du samedi de la première et de la troisième semaines.
Par ailleurs, le psaume 119 est lu en partie à la messe dominicale du 17e dimanche du temps ordinaire de l’année A.

#### Dans la tradition byzantine
Ce psaume est normalement chanté le dimanche aux matines, et suivi des euloghétaires de la Résurrection, qui ont pour refrain l'un des versets du psaume : « Tu es béni, Seigneur, enseigne-moi Tes jugements. » Dans la pratique actuelle, on chante le polyéléos et on ne conserve du psaume 118 que les euloghétaires. 
On observe le même usage pour les offices d'enterrements, mais avec des refrains d'intercessions ou des alléluias, et avec des euloghétaires appropriés ; aux panikhides, on ne chante que les euloghétaires des défunts.
On récite ce psaume à chaque Office de minuit du lundi au vendredi, en rappel du verset « Au milieu de la nuit je me levais pour Te confesser. »
Le Samedi Saint on chante le psaume 118 en intercalant des eulogies entre chaque verset.
Le verset « Tu es béni, Seigneur, enseigne-moi Tes jugements » est chanté à trois reprises dans la Grande Doxologie.